# 이지종
이지종(李支宗, 1939년~)은 대한민국의 사업가이다.일본에서 20채의 호텔 및 가라오케 약 70개 점포, 만화찻집 8개 점포, 파칭코홀 4개 점포를 경영하고 있다.